# Paula-Irmeli Halonen
Paula-Irmeli Halonen (ur. 22 sierpnia 1945 w Varkaus) – fińska łyżwiarka szybka.

## Kariera
Największy sukces w karierze Paula-Irmeli Halonen osiągnęła w 1976 roku, kiedy zajęła czwarte miejsce podczas sprinterskich mistrzostw świata w Berlinie Zachodnim. Halonen była tam czwarta i siódma w biegach na 500 m oraz pita i czwarta w biegach na 1000 m. W tym samym roku była też piąta na wielobojowych mistrzostwach świata w Gjøvik, gdzie jej najlepszym wynikiem było trzecie miejsce w biegu na 500 m. W tej samej konkurencji była szósta na mistrzostwach świata w Assen, w żadnym z biegów nie plasując się w czołowej trójce. W 1976 roku wystartowała na igrzyskach olimpijskich w Innsbrucku, gdzie jej najlepszym wynikiem było ósme miejsce w biegu na 500 m. Na tej samej imprezie zajęła ponadto 13. miejsce w biegu na 1000 m oraz 22. miejsce na trzykrotnie dłuższym dystansie. W 1978 roku zakończyła karierę.